# Occidodiaptomus ingens
Occidodiaptomus ingens is een eenoogkreeftjessoort uit de familie van de Diaptomidae. De wetenschappelijke naam van de soort is voor het eerst geldig gepubliceerd in 1909 door Gurney.